# Мололово
Мололово (рос. Мололово) — присілок в Опочецькому районі Псковської області Російської Федерації.
Населення становить 28 осіб. Входить до складу муніципального утворення Пригородна волость.

## Історія
Від 2015 року входить до складу муніципального утворення Пригородна волость.

## Населення
| 2001 | 2002 | 2010 | 2012 | 2013 | 2014 | 2015 |
| ---- | ---- | ---- | ---- | ---- | ---- | ---- |
| 38   | ↘29  | ↘20  | ↗34  | ↘29  | →29  | ↘26  |
| 2016 |      |      |      |      |      |      |
| ↗28  |      |      |      |      |      |      |